# Malaisohmat
Malaisohmat (també Malaichamat) fou un petit estat tributari protegit del grups dels estats Khasis, a Meghalaya.
La població el 1881 era de 450 habitants i el 1901 era de 491 habitants i els ingressos s'estimaven el 1903 en 200 rúpies; productes principals eren l'arròs, el mill, nous i taronges. El seu sobirà portava el títol de siem i vers 1880 era U Shongnam Singh.